# 朱寶璇

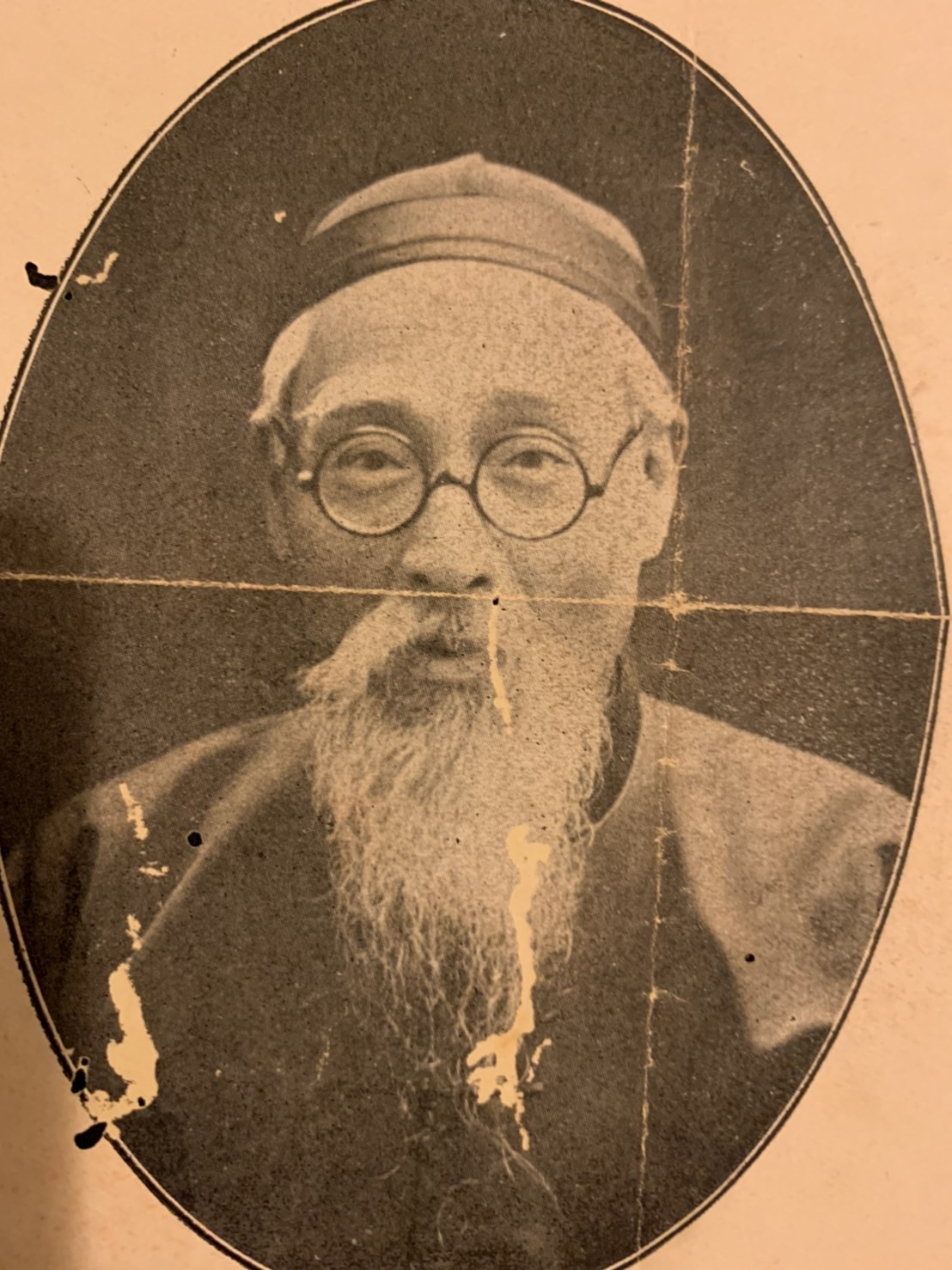
朱寶璇（1867-1939）本照片由朱寶璇長孫朱鼎提供

朱寶璇（1867年6月7日—1939年），字慕萱，浙江嘉興府嘉興縣人，祖籍安徽寧國府涇縣。清朝政治人物、同進士出身。父朱楚成，字湘舲。母褚氏。娶褚成鈺胞妹褚成燕（即褚慎軒）。褚成鈺娶朱寶璇姐朱莊，字美鏐。生女言芬、言芳、惠子、舒華（即褚問鵑）。子曾貽、曾賚（即朱君良）、曾貫、曾纘、曾贅、曾賞、曾貢。三歲失恃，遭庶母難，賴姐朱莊翼護以免。韶年喪父，叔父朱漢舲教養之，同於己出。朱漢舲營紗廠於申江。姐朱莊歸鴛湖（今嘉興南湖）褚成鈺。褚成鈺長於公者十二年，蜚聲庠序，公從而師焉，連捷成進士。
光緒二十九年（1903年），参加光緒癸卯科殿試，登進士三甲第48名。同年閏五月，授内阁中书。旋朝廢科舉制，與諸子往東瀛習法政。迨學成返國謁選，任河南項城，修武，江蘇江陰，南匯四縣知事。政聲洋溢，民能道其績。 年六十，予吿歸，築室嘉興鴛湖韭溪橋東。自號“溪上寄漁”，又號“醉頒” 。通書畫詞曲，詞鋒健，擅草書。晚年以詩文自娛。卒於家，年七十有二。